# Eleele
Eleele – jednostka osadnicza w Stanach Zjednoczonych, w hrabstwie Kauaʻi.